# Bharat Ratna

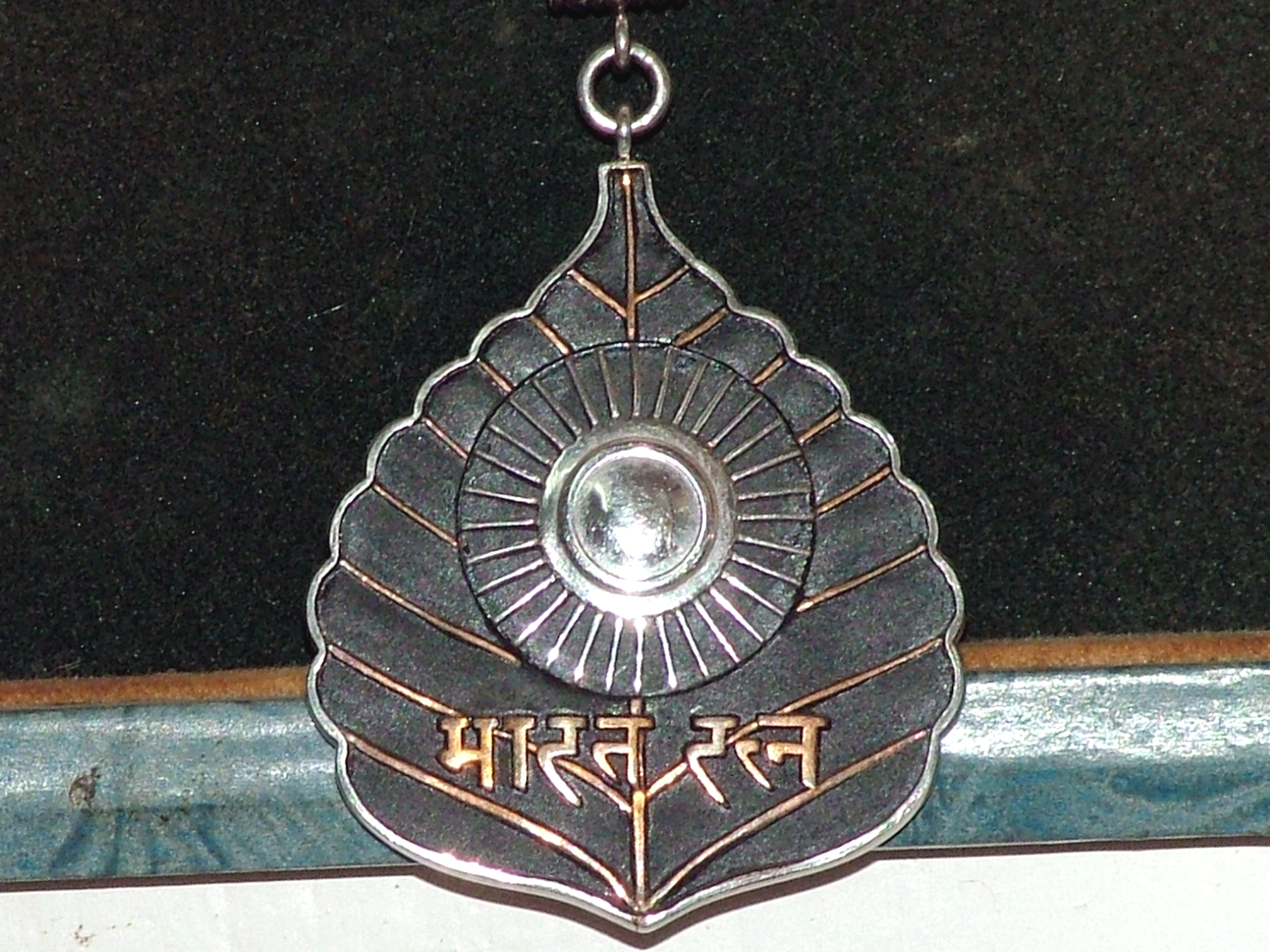
A medalha do Bharat Ratna.

Bharat Ratna (em hindi "भारत रत्न" - joia da Índia) é a mais alta condecoração civil da Índia, concedido para os graus mais altos de serviço nacional. Este serviço inclui o ramo artístico, literário e científico, bem como "o reconhecimento do serviço público da mais alta ordem".
Dentre os laureados estão Rajiv Gandhi (1991), Nelson Mandela (1990), Indira Gandhi (1971), dentre outros.